# Liste des stations de sports d'hiver en Hongrie
 (décembre 2017).
Si vous disposez d'ouvrages ou d'articles de référence ou si vous connaissez des sites web de qualité traitant du thème abordé ici, merci de compléter l'article en donnant les références utiles à sa vérifiabilité et en les liant à la section « Notes et références ».
Voici la liste des stations de sports d'hiver en Hongrie:
| Station                   | Commune             |
| ------------------------- | ------------------- |
| Kékes                     | Gyöngyös            |
| Eplény Intersport Siaréna | Eplény              |
| Mátraszentistván Sipark   | Mátraszentimre      |
| Bánkút                    | Nagyvisnyó/Mályinka |
| Dobogókő                  | Pilisszentkereszt   |
| Visegrád Nagyvillám       | Visegrád            |
| Zemplén Kalandpark        | Sátoraljaújhely     |
| Nagy-Hideg-hegy           | Perőcsény           |
| Normafa                   | Budapest            |
| Pécs                      | Pécs                |
| Tokaj                     | Tokaj               |
| Szilvásvárad              | Szilvásvárad        |